# Curral de Cima
Curral de Cima est une ville brésilienne de l'est de l'État de la Paraíba.
Sa population était estimée à 5 469 habitants en 2007. La municipalité s'étend sur 85 km2.